# Vallée du Méandre
Pour les articles homonymes, voir Méandre (homonymie).

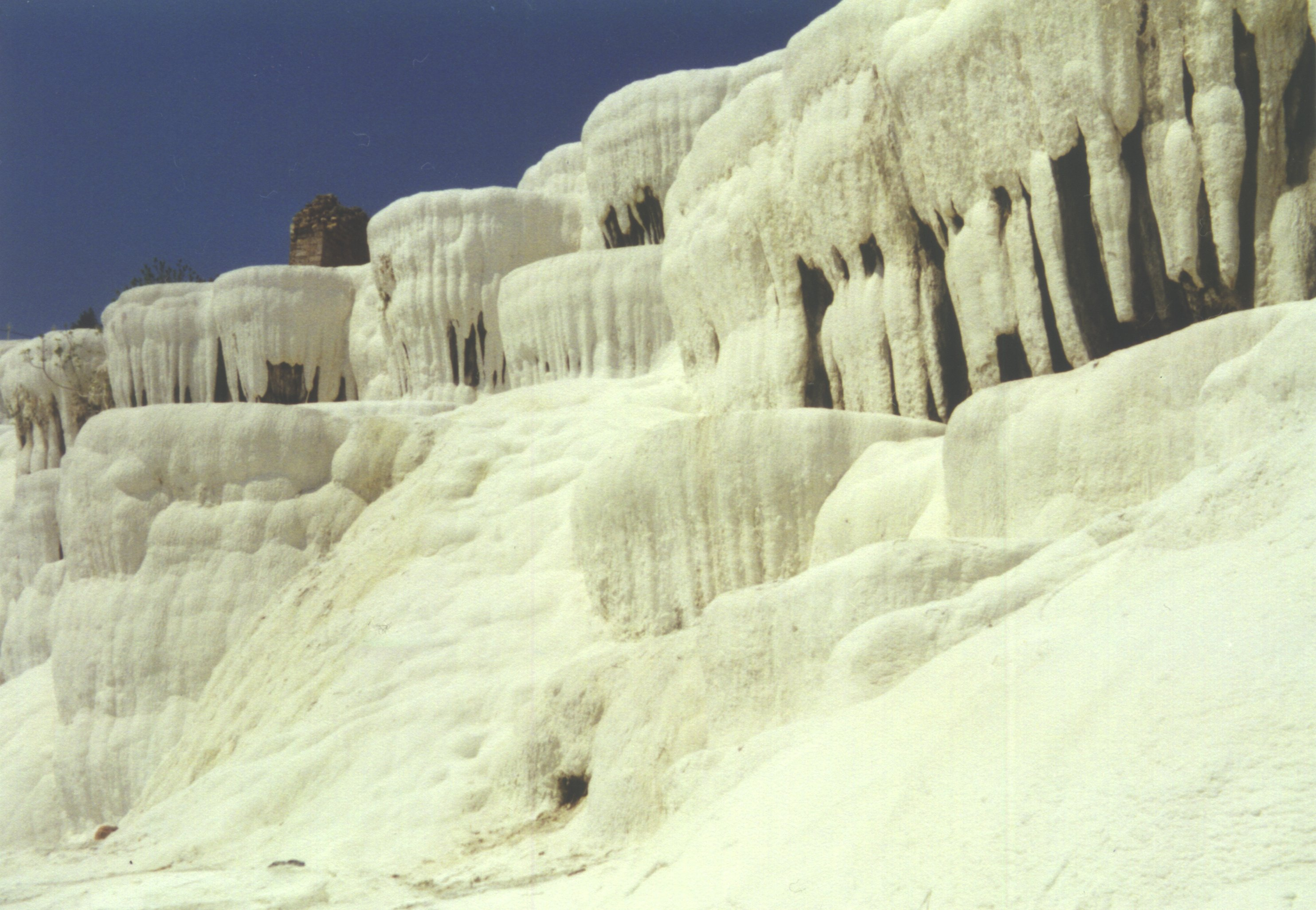
Pamukkale

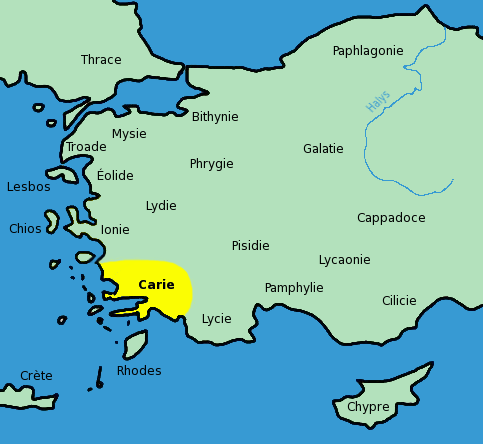
Carie

La vallée du Grand Méandre est une vallée de Carie en Turquie.
Il s’agit d’un immense fossé tectonique de plus de 250 km où coule le Méandre. 
Régions montagneuses à l’est puis les plaines à l’ouest où de nombreux vergers et jardins y sont cultivés. Ce qui en fait une région agricole. 
Son histoire est très riche avec de nombres sites archéologiques: Hierapolis près de Pamukkale, Aphrodisias.
À l’époque ottomane, cette vallée, au sud d’İzmir, est empruntée par la route conduisant les caravanes vers le haut plateau anatolien. Actuellement, le chemin de fer y passe.

## Sources
- guide d'Istanbul